# Desa Pagerwojo (administrativ by i Indonesien, Jawa Timur, lat -7,96, long 111,79)
Desa Pagerwojo är en administrativ by i Indonesien.   Den ligger i provinsen Jawa Timur, i den västra delen av landet, 600 km öster om huvudstaden Jakarta.